# 그레이스 리 휘트니

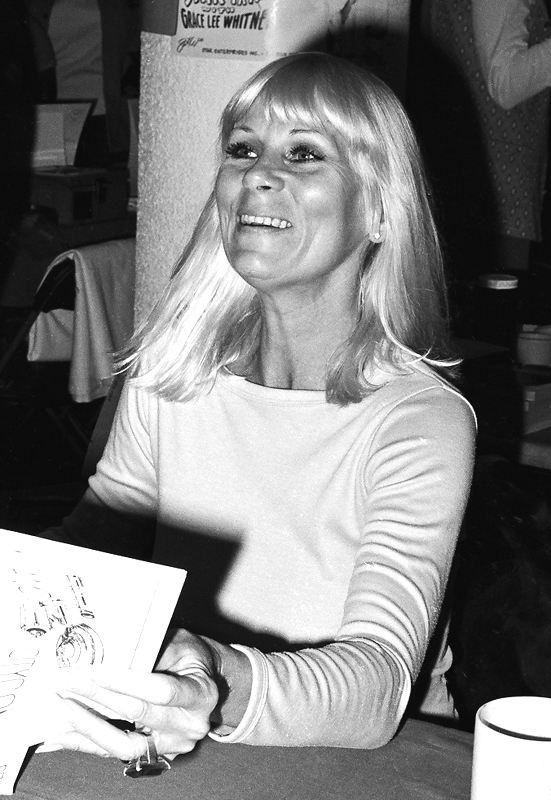

그레이스 리 휘트니(Mary Ann Chase, 1930년 4월 1일 ~ 2015년 5월 1일)는 미국의 배우, 가수, 텔레비전 배우, 연극 배우, 영화배우이다.
앤아버에서 태어났다.

## 방송
- 스타 트렉

## 영화
- 스타 트랙 6 - 미지의 세계 (1991년)
- 스타 트랙 4 - 귀환의 항로 (1986년)
- 스타 트랙 (1979년)
- 배트맨 - 66년 TV 시리즈 (1966년)
- 스타 트렉 : 디 오리지널 시리즈 시즌1 (1966년)
- 당신에게 오늘 밤을 (1963년)
- 추격 (1959년)
- 선셋 77번가 (1958년)
- 디즈니랜드 (1954년) - 벨마 역